# Song Seon-mi
Song Seon-mi (13 de septiembre de 1974) es una actriz surcoreana.

## Vida personal
Contrajo matrimonio el 29 de junio de 2006 con el director de arte Go Woo-seok, a quien conoció a través de amigos en común saliendo durante un año. El 21 de agosto de 2017, su marido, Go Woo-seok, fue asesinado por un hombre de 28 años durante una discusión.

## Carrera
Obtuvo el segundo lugar en la competición Súper Modelo Élite en 1996, luego de un año hizo la transición de modelo a actriz en la serie Model (1997).

## Filmografía

### Series
| Año  | Título                             | Papel                                 | Red          | Ref.   |
| ---- | ---------------------------------- | ------------------------------------- | ------------ | ------ |
| 1997 | Model                              | Kim Yi-joo                            | SBS          |        |
| 1997 | Woman Next Door                    |                                       | SBS          |        |
| 1998 | Soonpoong Clinic                   | enfermera Song Seon-mi                | SBS          |        |
| 1999 | You're One-of-a-Kind               | Mi-yeon                               | MBC          |        |
| 1999 | Magic Castle                       | Bang Ae-ja                            | KBS2         |        |
| 1999 | Did You Ever Love?                 |                                       | KBS2         |        |
| 2000 | Love Story "Host of Memory"        | Hee-soo                               | SBS          |        |
| 2000 | I Want to Keep Seeing You          | Jang Hye-won                          | SBS          |        |
| 2000 | The More I Love You                | Song Da-young                         | MBC          |        |
| 2000 | Fireworks                          | Heo Min-ji                            | SBS          |        |
| 2002 | Hard Love                          | Yoo Won-hee                           | KBS2         |        |
| 2004 | War of the Roses                   | Oh Mi-ran                             | MBC          |        |
| 2004 | Precious Family                    | Song Ah-ri                            | KBS2         | [ 6 ]  |
| 2005 | The Secret Lovers                  | Jung Ah-mi                            | MBC          |        |
| 2006 | One Day Suddenly                   | Go Eun-hye                            | SBS          |        |
| 2007 | Behind the White Tower             | Lee Yoon-jin                          | MBC          | [ 7 ]  |
| 2007 | The Golden Age of Daughters-in-Law | Cha Soo-hyun                          | KBS2         |        |
| 2009 | Green Coach                        | Han Ji-won                            | SBS          |        |
| 2009 | Mrs. Town                          | Oh Da-jung                            | tvN          |        |
| 2010 | Dandelion Family                   | Park Ji-won                           | MBC          |        |
| 2010 | Personal Taste                     | mujer en el altar (cameo, episodio 2) | MBC          |        |
| 2010 | Life Is Beautiful                  | Song Na-yeon                          | SBS          |        |
| 2011 | Ojakgyo Family                     | Nam Yeo-eul                           | KBS2         |        |
| 2012 | Golden Time                        | Shin Eun-ah                           | MBC          |        |
| 2012 | Cheongdam-dong Alice               | cliente de Artemis (cameo)            | SBS          |        |
| 2013 | Drama Special "Their Perfect Day"  | Jung Soo-ah                           | KBS2         | [ 8 ]  |
| 2013 | Blooded Palace: The War of Flowers | Princesa heredera Lady Kang           | jTBC         |        |
| 2013 | Miss Korea                         | Go Hwa-jung                           | MBC          |        |
| 2016 | Memory                             | Han Jung-Won                          | tvN          |        |
| 2017 | Return of Lucky Pot                | Park Seo-jin                          | MBC          |        |
| 2017 | The Guardians                      | Chae Hye-sun                          | MBC          |        |
| 2020 | Private Life                       | Kim Mi-sook                           | JTBC         |        |
| 2020 | Start-Up                           | Cha Ah-hyun                           | tvN          |        |
| 2020 | Live On                            | Madre de Go Eun-taek                  | JTBC         | [ 9 ]  |
| 2020 | Love Alarm 2                       | Jung Mi-mi                            | Netflix, tvN |        |
| 2021 | Bossam: Steal the Fate             | Kim Gae-shi                           | MBN          | [ 10 ] |
| 2021 | Mine                               | Seo Jin-kyung                         | tvN          |        |
| 2021 | Crime Puzzle                       | Park Jeong-ha                         | Olleh TV     |        |

### Cine
| Año  | Título                     | Papel          | Ref.   |
| ---- | -------------------------- | -------------- | ------ |
| 1998 | Art Museum by the Zoo      | Da-hye         |        |
| 2001 | My Boss, My Hero           | Lee Ji-seon    |        |
| 2002 | Can't Live Without Robbery | Hwang Ma-ri    |        |
| 2003 | Scent of Love              | Choi Jeong-ran |        |
| 2003 | Round 1                    |                |        |
| 2003 | The Silver Knife           | Ga-ryeon       |        |
| 2004 | Mokpo the Harbor           | Im Ja-kyung    |        |
| 2004 | Liar                       | Oh Jung-ae     |        |
| 2006 | Woman on the Beach         | Choi Sun-hee   |        |
| 2011 | The Day He Arrives         | Bo-ram         |        |
| 2017 | En la playa sola de noche  | Jun-hee        |        |
| 2020 | La mujer que escapó        | Su-young       |        |
| 2022 | En lo alto                 | Sunhee         | [ 11 ] |

### Espectáculo de variedades
| Año  | Título                | Red     | Notas        |
| ---- | --------------------- | ------- | ------------ |
| 1996 | Wild Country          | SBS     | presentadora |
| 1996 | Our Happy Saturday    | SBS     | presentadora |
| 1999 | 머리가 좋아지는 TV    | SBS     | presentadora |
| 2003 | Discovery of Reading  | KBS2    | presentadora |
| 2011 | Couple of the Century | StoryOn | presentadora |
| 2013 | Talk Club Actors      | MBC     | presentadora |

### Teatro
| Año       | Título                | Papel       |
| --------- | --------------------- | ----------- |
| 2009      | Turn Around and Leave | Chae Hee-ju |
| 2011      | The Blue Room         |             |
| 2012-2013 | Right There           | Jung        |

## Premios y nominaciones
| Año  | Premio                        | Categoría                                                         | Nominado trabajo                  | Resultado |
| ---- | ----------------------------- | ----------------------------------------------------------------- | --------------------------------- | --------- |
| 1999 | 20 de Blue Dragon Film Awards | Mejor Actriz de Reparto                                           | Dime Algo                         | Nominada  |
| 2012 | 5 de Korea Drama Awards       | Premio a la excelencia, Actriz                                    | Golden Tiempo                     | Ganadora  |
| 2013 | KBS Drama Awards              | Premio a la excelencia, Actriz en un Acto/Especiales/cortometraje | Su Día Perfecto                   | Nominada  |
| 2017 | MBC Drama Awards              | Premio a la excelencia, Actriz de drama                           | El retorno de los Afortunados Bok | Ganadora  |